# Anaïs Nin

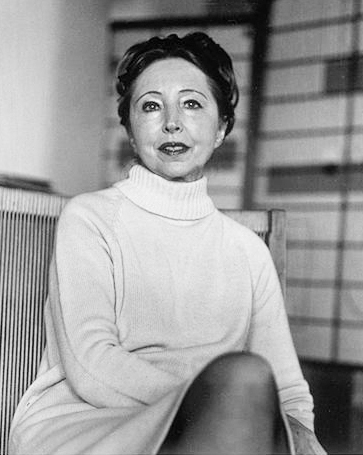
Retrat d'Anaïs Nin a la dècada de 1970 per Elsa Dorfman

Anaïs Nin (Neuilly-sur-Seine, 21 de febrer de 1903-Los Angeles, 14 de gener de 1977) va ser una escriptora francoamericana d'ascendència cubanocatalana i danesa, coneguda pels seus Diaris d'Anaïs Nin, que va escriure des dels dotze anys i que abasten un període de quatre dècades. Una gran part de la seva obra va ser publicada pòstumament, com ara Delta de Venus i Ocellets. La versió no censurada dels seus diaris només es va publicar després de la seva mort i la del seu espòs.

## Biografia
Anaïs Nin era filla de la cantant d'òpera danesa i cubanofrancesa Rosa Culmell i Vaurigaud, i del pianista i compositor cubà d'ascendència catalana, Joaquim Nin i Castellanos, i germana del compositor cubanocatalà Joaquim Nin Culmell.
Va néixer a Neuilly-sur-Seine, un suburbi ric de París, el 21 de febrer de 1903. El 1905, la família va fer un llarg viatge a Cuba (on va néixer el segon fill, Thorvald, futur empresari), per després tornar a París, i mudar-se a una casa més petita a Saint-Cloud. El 1908, es van mudar a Berlín, on va néixer el germà petit, Joaquim Nin Culmell, i el 1909 es van mudar a Uccle, un suburbi de Brussel·les. El 1913, després d'una malaltia d'Anaïs, la família es va mudar a Arcachon, a la costa atlàntica de França, on hi havia un clima més benigne. Aquell mateix any, el pare va deixar la mare per una altra dona i li va dir que se n'anés a Barcelona, on Rosa Culmell i els seus fills van viure un temps a casa dels sogres.
El 1914, la mare, Anaïs i els seus dos germans van salpar cap a Nova York a bord del Montserrat per anar a viure prop de la tia materna de la futura escriptora. En aquell viatge, als 11 anys, Nin començaria a escriure el seu diari, que va iniciar en francès i va acabar en anglès. Aquell any, Anaïs es va inscriure a la Biblioteca Municipal, NYPL, i va llegir de forma voraç, començant metòdicament per la lletra A. Sent una adolescent, Anaïs va deixar l'escola i va començar a treballar com a maniquí (model per a pintors). L'any 1923, va casar-se amb Hugh Parker Guiler. L'any següent es van instal·lar a París, on van viure fins al final dels anys 1930 i on Guiler va prosseguir la seua carrera bancària. A partir de llavors, Nin se submergeix en l'escriptura. La seva primera obra publicada va ser una avaluació crítica de D. H. Lawrence titulada D. H. Lawrence: An Unprofessional Study, que va escriure en només setze dies. Va explorar també el terreny de la psicoteràpia estudiant principalment amb Otto Rank, un deixeble de Jung.
És també apreciada per les seues obres eròtiques. Abans que ella, molt poques dones s'havien endinsat en aquest terreny literari. Nin, enfrontada en els anys 1940 a greus problemes financers, va començar a escriure narrativa eròtica i pornogràfica juntament amb Henry Miller i altres amics seus per a una persona anònima per un dòlar la pàgina, una mica com una broma. (No hi ha consens sobre si Miller va escriure realment aquestes històries o només va permetre que el seu nom hi fos utilitzat.) Nin considerava que els personatges de la seva obra eròtica eren caricatures extremes i mai va tenir intenció que aquests textos es publicaren. Però a principis dels anys 1970 va canviar d'opinió i va permetre que fossin publicades obres com Delta of Venus i Little Birds. El seu estil, escandalosament explícit per a l'època, posa l'accent particularment en la bisexualitat femenina, orientació sexual amb la qual la mateixa Nin era molt tolerant.
Nin va ser amiga i amant de moltes figures literàries importants, com ara Henry Miller, Antonin Artaud, Edmund Wilson, Gore Vidal, James Agee i Lawrence Durrell.
El seu apassionat affair i amistat amb Miller i la seua esposa June, va influir notablement sobre Nin com a dona i com a escriptora. L'any 1990 Philip Kaufman va dirigir una pel·lícula basada en la seua novel·la Henry & June, del seu The Journal of Love — The Unexpurgated Diary of Anaïs Nin 1931-1932, amb Maria de Medeiros com a Nin, Fred Ward com a Henry Miller i Uma Thurman com a June.
Nin va mantenir una relació incestuosa amb son pare. Segons reconegué l'autora en Incest, "No el sento com si ell fos mon pare". Això es pot deure al fet que només el va veure un cop durant vint anys després que ell se separés de la família quan ella en tenia onze. De fet, en moltes de les seues novel·les es fa palesa aquesta fascinació per son pare, el pianista Joaquim Nin.
L'any 1973 va rebre el doctorat honoris causa del Philadelphia College of Art. Va ser elegida membre de l'Institut Nacional de les Arts i les Lletres el 1974. Va morir de càncer a Los Angeles, Califòrnia, el 14 de gener de 1977. El seu cos va ser incinerat i les seues cendres escampades per la badia de Santa Monica.

## Obres

### Ficció
- Waste Of Timelessness and Other Early Stories (escrit abans de 1932, publicat pòstumament)
- House of Incest (1936)
- Winter of Artifice (1939)
- Under a Glass Bell (1944)
- Cities of the Interior (1959), en cinc volums:
  - Ladders to Fire
  - Children of the Albatross
  - The Four-Chambered Heart
  - A Spy in the House of Love
  - Seduction of the Minotaur, títol original: Solar Barque (1958)
- Delta of Venus (1977).
- Little Birds (1979).
- Collages (Anaïs Nin)|Collages (1964)

### Diaris
- The Early Diary of Anaïs Nin (1931–1947), en quatre volums
- The Diary of Anaïs Nin, en set volums, a càrrec de l'autora
- Henry and June (1986), extret de A Journal of Love, a càrrec de Rupert Pole, pòstum.
- Incest (1992), extret de A Journal of Love, pòstum
- Fire (1995), extret de A Journal of Love, pòstum
- Nearer the Moon (1996), extret de A Journal of Love, pòstum

### Assaig
- D. H. Lawrence: An Unprofessional Study (1932)
- The Novel of the Future (1968)
- In Favor of the Sensitive Man, and Other Essays (1976)

### Cartes
- A Literate Passion: Letters of Anaïs Nin & Henry Miller (1987)

### Obres traduïdes al català
Ficció
- Afrodisíac. Traducció de Jordi Arbonès i Montull. Barcelona: Aymà, 1979.
- Delta de Venus. Traducció d'Anna Carreras i Aubets. Girona: Ela Geminada, 2023.
- Dins d'una campana de vidre. Traducció de Ferran Ràfols i Gesa. Barcelona: LaBreu, 2012.
- Escales cap al foc. Traducció de Jordi Arbonès i Montull. Barcelona: Aymá, 1976.
- Una espia a la casa de l'amor. Traducció de Ferran Ràfols i Gesa. Barcelona: LaBreu, 2010.
- Una espia a la casa de l'amor. Traducció de Manuel Carbonell. Barcelona: Proa, 1968.
- Ocellons. Traducció de Joan Antoni Cerrato. Pollença: El Gall, 2015.
- La seducció del Minotaure. Traducció de Ferran Ràfols i Gesa. Barcelona: LaBreu, 2016.
- Sota una campana de vidre. Traducció de Núria Ribera i Górriz. Vic: Eumo, 1988.
- Ocellets. Traducció d'Anna Carreras i Aubets. Girona: Ela Geminada, 2025.

Diaris
- Henry i June. Traducció de Núria Ribera i Górriz. Barcelona: Edicions 62, 1994.

Assaig
- La novel·la del futur. Traducció de Santiago Albertí i Gubern. Barcelona: Dopesa, 1974.